# Salomon de Bray
Salomon de Bray (Amsterdam, 1597 - Haarlem, 11 de maig de 1664) va ser un pintor i arquitecte neerlandès.
De Bray es va establir a Haarlem abans de l'any 1617, on se suposa que va ser deixeble de Hendrik Goltzius i Cornelis van Haarlem, i on va casar-se l'any 1625. Va fer pintura d'història, retrats i paisatges. Com a catòlic, probablement va pintar també retaules d'altar per a esglésies catòliques clandestines. Va participar en la decoració del palau Huis ten Bosch, a la Haia. La seua obra s'enquadra en l'esperit del classicisme neerlandès, aleshores en els seus inicis, i és comparable a la de Pieter de Grebber.

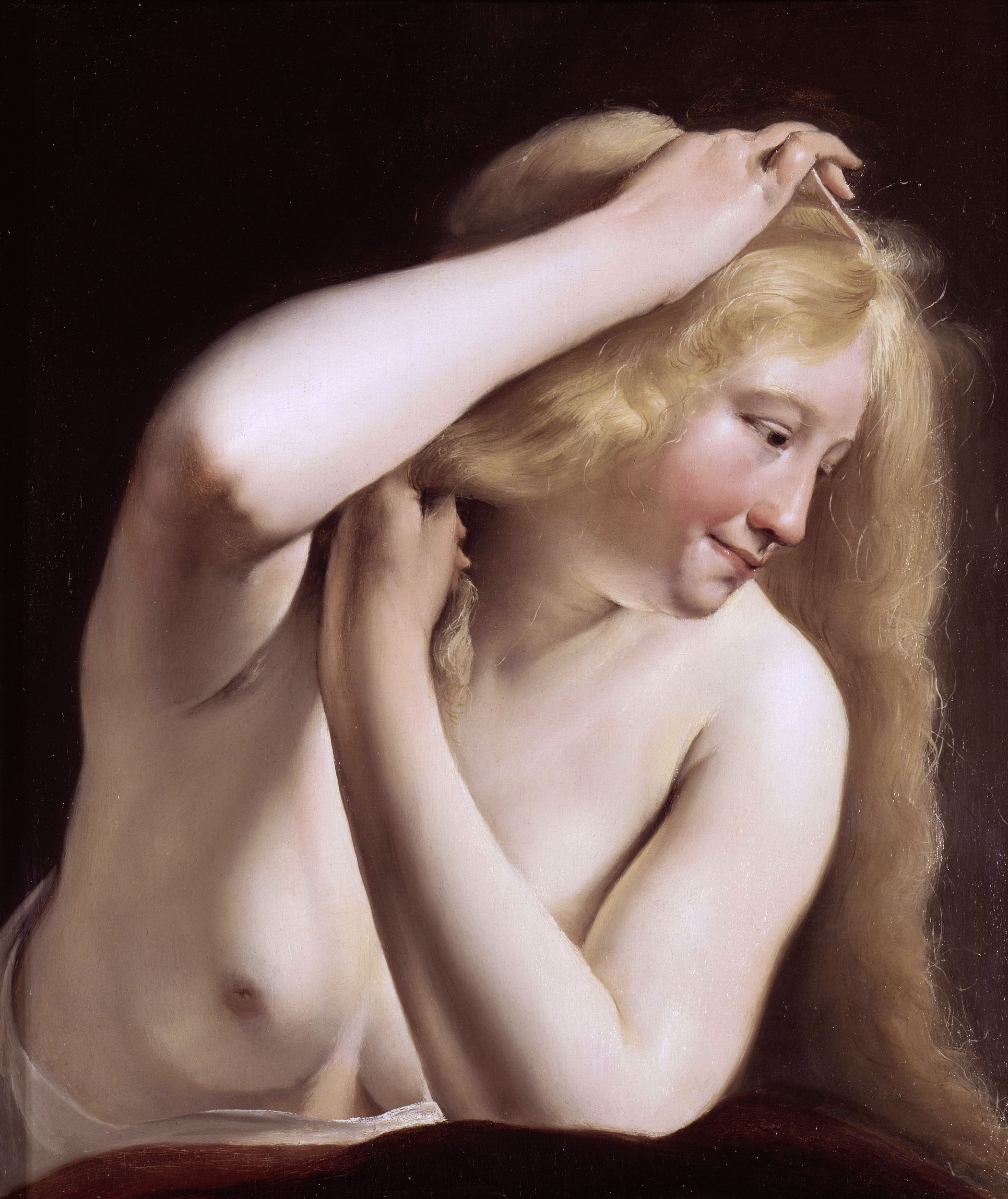

Va dedicar-se també al disseny d'orfebreria, l'arquitectura, l'urbanisme i la poesia. Com a arquitecte va participar en la construcció de l'ampliació de l'Ajuntament de Haarlem, Zijlpoort (una de les portes de Haarlem), l'església de Santa Anna (St. Annakerk) i l'orfanat de la ciutat de Nimega. Un dels seus poemes va ser musicat pel seu amic i compositor Cornelis Padbrué.
Va ser pare de deu fills, dels quals tres (inclòs Jan de Bray) van ser artistes. Probablement va morir de pesta, igual que alguns dels seus fills, i va ser enterrat a l'església de Sint-Bavokerk, a Haarlem.